# Briana Banks
Briana Banks (även Brianna Banks) , född Briana Bany den 21 maj 1978 i München, Tyskland, är en porrskådespelerska som medverkat i ett flertal amerikanska porrfilmer. Hennes familj flyttade till England när hon var 4 år, och till Los Angeles när hon var 7. Mamman var amerikanska.
Banks började medverka i porrfilm 1999 under namnet Mirage. Hennes första film var University Coeds 18 med Brandon Iron, därefter följde bland annat några scener med den senare obscenitetsdömde regissören Max Hardcore. Första filmen under namnet Briana Banks var Decadent Whores 9 2000. Hon har också gjort många scener med Kira Kener, Ashley Blue och Bobby Vitale.
Hon har sagts ha ett förhållande med Jenna Jameson, vilken hon även deltagit i erotiska scener tillsammans med. 2001 spelade Briana Banks och Jenna Jameson in filmen "Briana Loves Jenna" som blev en succé. Andra exempel på filmer är A Holes 4, Blonde and Blonder och Last Girl Standing.
2004 porträtterades hon av Timothy Greenfield-Sanders i hans bok XXX: 30 Porn-Star Portraits och hans film Thinking XXX.
2004 stämde Banks företaget Doc Johnson Enterprises för kontraktsbrott i försäljningen av avgjutningar av hennes underliv.

## Priser och nomineringar
- 2001: Hot D'Or Cannes - Best American New Starlet
- 2003: AVN Award – Best Selling Title of the Year Briana Loves Jenna
- 2003: AVN Award – Best Renting Title of the Year Briana Loves Jenna
- 2007: AVN Award Nominee - Contract Star of the Year
- 2008: AVN Award Nominee - Best Group Sex Scene (Film)
- 2008: AVN Award Nominee - Best All-Girl Sex Scene (Video)
- 2008: AVN Award Nominee - Best Anal Sex Scene (Film)
- 2008: AVN Award Nominee - Best All-Girl Sex Scene (Film)
- 2008: AVN Award Nominee - Best Actress (Film)
- 2009: AVN Award Nominee - Best Group Sex Scene
- 2009: AVN Award Nominee - Best Anal Sex Scene
- 2009: AVN Award Nominee - Best All-Girl Group Sex Scene
- 2009: AVN Award - Hall of Fame
- 2010: AVN Award Nominee - Best Double Penetration Sex Scene[8]